# Tsurumi-ryokuchi (metropolitana di Osaka)
Tsurumi-ryokuchi (鶴見緑地駅?, Tsurumi-ryokuchi-eki) (N25) è una stazione della Metropolitana di Osaka sulla linea Nagahori Tsurumi-ryokuchi. La situazione si trova nel quartiere di Tsurumi-ku a Osaka.